# The Walker Brothers
The Walker Brothers était un groupe américain de pop des années 1960 et 1970.
Originaires de Los Angeles, ils ont eu un grand nombre de succès au milieu des années 1960 dont plusieurs numéro 1 dans les charts Make It Easy on Yourself et The Sun Ain't Gonna Shine (Anymore).
Formés en 1964, ils ont adopté le nom Walker Brothers bien qu'ils ne soient pas frères - « simplement par ce que nous l'aimions comme ça ». Ils ont donné un contrepoids à la British invasion dans le sens qu'ils ont eu du succès des deux côtés de l'Atlantique.
Après une tournée d'adieu en 1968, le groupe est officiellement dissous ; ils se sont reformés de 1976 à 1978.

## Membres du groupe
- Scott Walker - né Noel Scott Engel, le 9 janvier 1943, Hamilton, Ohio, mort le 25 mars 2019 - chanteur principal, bassiste
- Gary Walker  - né Gary Leeds, le 3 septembre 1942, Glendale, Californie - batteur, chanteur.
- John Walker (en) - né John Maus, le 12 novembre 1943, New York, mort le 7 mai 2011, Los Angeles -guitariste, chanteur.

## Albums
| Année | Titre                                                                                        | Positions dans les charts | Positions dans les charts |
| Année | Titre                                                                                        | R-U                       | RFA                       |
| ----- | -------------------------------------------------------------------------------------------- | ------------------------- | ------------------------- |
| 1965  | Take It Easy with The Walker Brothers - Sortie : 1965 - Label : Philips Records              | 3                         | 7                         |
| 1966  | Portrait - Sortie : novembre 1966 - Label : Philips Records                                  | 3                         | 8                         |
| 1967  | Images - Sortie : avril 1967 - Label : Philips Records                                       | 6                         | 23                        |
| 1968  | Walker Brothers in Japan - Sortie : 1968 - Label : Philips Records - Notes : album en public | —                         | —                         |
| 1975  | No Regrets - Sortie : octobre 1975 - Label: GTO Records                                      | 49                        | —                         |
| 1976  | Lines - Sortie : 1976 - Label : GTO Records                                                  | —                         | —                         |
| 1978  | Nite Flights - Sortie : 1978 - Label : GTO Records                                           | —                         | —                         |